# Valentin Belon
Valentin Belon (Béthune, 13 juni 1995) is een Frans gewezen voetballer die speelde als doelman. Hij kwam uit voor RC Lens en Stade Lavallois.

## Carrière
Belon begon met voetballen in zijn geboorteplaats bij Stade Béthunois FC. In 2008 maakte hij de overstap naar de jeugdopleiding van RC Lens. Hij doorliep de gehele jeugdopleiding van de Franse club. Op 24 oktober 2014 maakte hij zijn debuut in de Ligue 1 tegen Toulouse. Vier dagen later maakte hij voor het eerst zijn opwachting in de Coupe de la Ligue in de wedstrijd tegen US Créteil-Lusitanos.
Voor de seizoenen 2019/20 en 2020/21 werd Belon verhuurd aan derdeklasser Stade Lavallois. Nadien werd zijn aflopende contract niet verlengd en beëindigde de sluitpost zijn spelersloopbaan.